# Сім психопатів
«Сім психопатів» (англ. Seven Psychopaths) — британська чорна комедія режисера Мартіна Макдони, прем'єра якої відбулася 7 вересня 2012 року на Міжнародному кінофестивалі у Торонто.
В Україні прем'єра відбулась на 24 січня 2013 року. Фільм перекладено і озвучено студією AAA-sound на замовлення компанії Caravella-DDC Україна у 2012 році.

## Сюжет
Марті Фаранан (Колін Фаррелл) — сценарист, який мріє закінчити сценарій фільму «Сім психопатів» і має найкращого друга Біллі Бікла (Сем Роквелл), безробітного актора, який заробляє на життя, викрадаючи собак, після чого отримує нагороди власників за їх благополучне повернення. Біллі допомагає Марті з фільмом, розмістивши рекламу у газеті із запрошенням «психопатів» дзвонити і ділитися своїми божевільними історіями, щоб Марті міг використовувати їх у своїх сценаріях. Сам Марті пише історію для іншого психопата, «Квакера», який переслідує вбивцю своєї дочки протягом десятиліть, доводить вбивцю до самогубства (він перерізує собі горло) і, потім, сам чинить так само.
Тим часом Біллі зі своїм поплічником Гансом (Крістофер Вокен) викрали ши-тцу Бонні, не підозрюючи, що це улюблена домашня тварина Чарлі Костелло (Вуді Гаррельсон), непередбачуваного і жорстокого гангстера. Головорізи Чарлі на чолі з Пауло (Желько Іванек) виявили зв'язок Ганса з викраденням. У будинку Біллі вони погрожують убити Марті і Ганса, якщо вони не вкажуть місце розташування Бонні, але несподівано бандитів вбиває інший «психопат».
Після того Марті і Біллі зустрілися зі Заком Рігбі (Том Вейтс), який побачив рекламу і прийшов поділитися своєю історією. У молодості, Зак врятував дівчину, Меггі у підвалі вбивці. Як пара, вони приступили до довгої кар'єри як «серійні вбивці серійних вбивць», подорожуючи Америкою і вбиваючи серійних вбивць. Проте врешті-решт вони розстались, коли Зак був розчарованим її жорстокими методами.
Чарлі простежує дружину Ганса Миру у лікарні для онкохворих і вбиває її, коли вона відмовляється розповісти йому місцезнаходження Ганса та Бонні. Через це Марті, Біллі і Ганс тікають з міста разом з Бонні. Проте незабаром Марті говорить Біллі, що вони повинні повернутися додому. У відповідь на це Біллі підпалює машину і телефонує Чарлі, видавши йому їх місце розташування. Завдяки цьому Біллі хоче зробити кульмінаційну перестрілку для фільму Марті у реальності.
Чарлі приїжджає один, озброєний тільки ракетницею. Біллі стріляє в Чарлі, гніваючись на те, що він не привів людей і зброю, необхідних для перестрілки. Але Ганс знаходить бандитів Чарлі, які чекає сигналу ракетниці поблизу. Марті їде з Чарлі, маючи намір привести його в лікарню. Біллі розуміє ціль сигнального пістолета і стріляє вгору, після чого бандити вбивають Ганса. Після цього люди Чарлі зустрілись на дорозі з Марті. Розгортається перестрілка, після якої залишаються Чарлі і Біллі, тримаючи Марті і Бонні перед собою як заручників. Але Чарлі вбиває Біллі до прибуття поліції, яка заарештувала Чарлі і Пауло, залишивши Бонні поряд із вмираючим Біллі. Марті відвідує місце смерті Ганса і знаходить магнітофон з пропозиціями по «Семи психопатів» на його тілі. Пізніше Марті закінчує сценарій фільму, забравши Бонні до себе додому. У кінці фільму Марті йде по вулиці, тримаючи сценарій в руці.

## В ролях
- Колін Фаррелл — Марті Фаранан[1]
- Сем Роквелл — Біллі Бікл[2]
- Вуді Гаррельсон — Чарлі Костелло[1]
- Крістофер Вокен — Ганс Кєсловскі[1]
- Гаррі Дін Стентон — людина в капелюсі
- Еббі Корніш — Кая[3]
- Том Вейтс — Зак Рігбі[4]
- Ольга Куриленко — Анжела[1]
- Желько Іванек — Пауло
- Габурі Сідібе — Шаріс
- Кевін Корріган — Денніс
- Майкл Сталберг — Томмі
- Майкл Пітт — Ларрі

## Критика
Фільм отримав позитивні відгуки від критиків. Сайт Rotten Tomatoes додав 81 % на основі 187 відгуків із середнім рейтингом 7/10. На сайті Metacritic фільм отримав середній бал 66 %, на основі 43 відгуків.

## Нагороди та номінації
- 2012 — приз глядацьких симпатій у категорії «Безумство опівночі» на кінофестивалі в Торонто.
- 2012 — участь у конкурсній програмі Лондонського кінофестивалю.
- 2012 — нагорода в номінації «Найкращий акторський ансамбль» від Товариства кінокритиків Бостона.
- 2012 — номінація на премію Товариства критиків Сан-Дієго за найкращий акторський ансамбль.
- 2013 — номінація на премію BAFTA за найкращий британський фільм.
- 2013 — дві номінації на премію «Незалежний дух»: найкращий сценарій (Мартін Макдонах) та найкращий актор другого плану (Сем Роквелл).